# Іоанніс Дрімонакос
Іоанніс Дрімонакос (18 січня 1984) — грецький плавець.
Учасник Олімпійських Ігор 2000, 2004, 2012 років.
Призер Чемпіонату світу з плавання на короткій воді 2008 року.
Призер Кубку світу з плавання 2007 року.
Чемпіон Європи з водних видів спорту 2008 року, призер 2006, 2010, 2012 років.
Призер Чемпіонату Європи з плавання на короткій воді 2006, 2007 років.